# Премількуоре
Премількуоре (італ. Premilcuore) — муніципалітет в Італії, у регіоні Емілія-Романья,  провінція Форлі-Чезена.
Премількуоре розташоване на відстані близько 240 км на північ від Рима, 70 км на південний схід від Болоньї, 35 км на південний захід від Форлі.

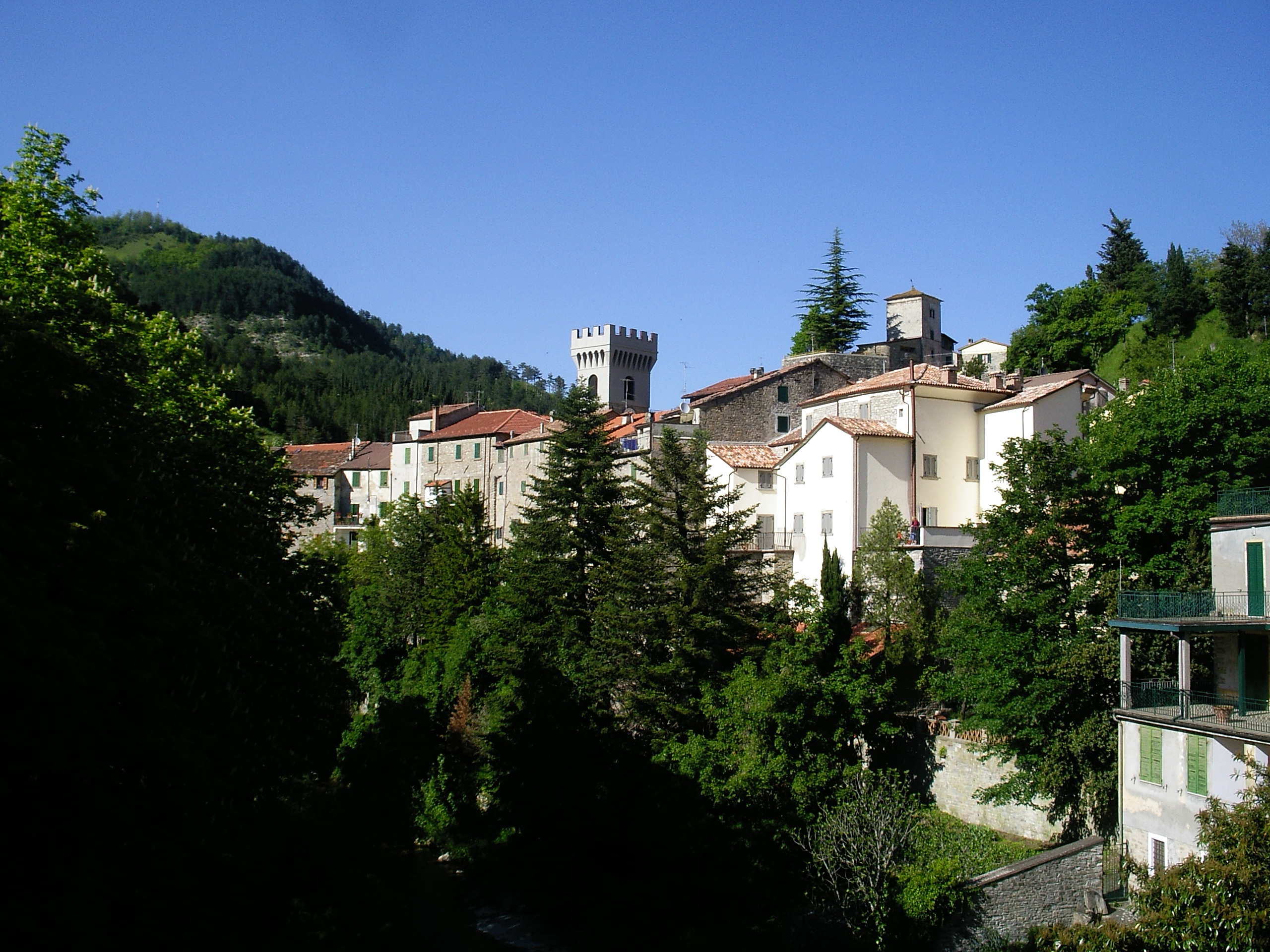

Населення — 799 осіб (2014).

## Демографія
Населення за роками:

Станом на 1 січня 2023 року в муніципалітеті офіційно проживало 95 іноземців з 15 країн, серед них 51 громадянин країн Євросоюзу та 1 громадянин України.

## Сусідні муніципалітети
- Галеата
- Портіко-е-Сан-Бенедетто
- Рокка-Сан-Кашіано
- Сан-Годенцо
- Санта-Софія